# Russisch-Schwedischer Krieg (1590–1595)
Der Russisch-Schwedische Krieg von 1590–1595 war ein bewaffneter Konflikt zwischen dem Russischen Zarenreich und Königreich Schweden um die im Verlauf des Livländischen Krieges an Schweden gefallenen Festungen Narva, Iwangorod, Jam und Koporje mit den umliegenden Territorien, sowie um den russischen Zugang zur Ostsee.

## Vorgeschichte
Die Regierung von Boris Godunow bemühte sich um die Rückgabe der verlorenen baltischen Gebiete, doch der König Johann III. wollte nicht nachgeben und strebte einen Friedensvertrag an, in dem die neuen Ostgrenzen Schwedens anerkannt werden. Andernfalls drohte er mit der Wiederaufnahme der Kriegshandlungen. Dabei zählte er auf die Hilfe seines ältesten Sohnes Sigismund III. Wasa, der nach dem Tod von Stefan Bathory zum König von Polen-Litauen wurde. Um Russland unter Druck zu setzen, organisierten die Schweden eine Reihe von Überfällen auf grenznahe Gebiete. Der Krieg mit Schweden wurde unumgänglich und die russische Seite beeilte sich, den Krieg zu erklären, solange die Lage des neugewählten Königs in Polen noch unsicher war.

## Kriegsverlauf

### Kriegsbeginn
Am 4. Januar 1590 versammelte sich die russische Expeditionsstreitmacht in Nowgorod, wo die Einteilung der Wojewoden nach Divisionen erfolgte. Das 35.000 Mann zählende Heer unter dem Befehl des Zaren Fjodor I. setzte sich Richtung Jamburg in Bewegung. Ein Teil der Armee unter der Führung von Pissemski und Chruschtschow, dem die Belagerung von Koporje befohlen wurde, löste sich dabei vom Hauptheer.
Am 26. Januar 1590 begann die Belagerung von Jam. Die nur 500 Mann zählende Garnison der Schweden kapitulierte bereits am nächsten Tag unter der Bedingung der freien Passage. Zar Fjodor ließ in Jam einige Strelitzen zurück und marschierte mit seiner Streitmacht nach Iwangorod und Narva, wohin auch die Belagerungsartillerie aus Pskow verlegt wurde.

### Belagerung von Iwangorod und Waffenstillstand
Die ersten russischen Verbände erreichten Iwangorod am 30. Januar und wurden von einem 4.000 Mann zählenden Verband der Schweden angegriffen. Die Schweden erlitten eine Niederlage und zogen sich nach Rakvere in Estland zurück. Als am 2. Februar die ganze russische Armee ankam, begannen die Belagerungsvorbereitungen. Wenige Tage später begann der Artilleriebeschuss, während die russische Kavallerie zum Verwüsten der Umgebung von Rakvere geschickt wurde, wo sich die Hauptkräfte der Schweden unter General Baner befanden.
Der am 19. Februar unternommene Sturm von Narva und Iwangorod endete für die Russen mit einem verlustreichen Abbruch. Danach setzte man den Artilleriebeschuss fort, den die Schweden nicht aushielten und um Waffenstillstand baten. Es erfolgte ein Treffen der Diplomaten und jedes Mal, wenn die Verhandlungen stockten, fuhr die russische Seite mit dem Beschuss fort. Die Schweden willigten ein, den Russen Iwangorod, Jam und Koporje zu überlassen und ein einjähriger Waffenstillstand wurde geschlossen.

### Bruch des Waffenstillstands
Der schwedische König war mit dem Ergebnis der Verhandlungen höchst unzufrieden und verurteilte Feldmarschall Horn zur Todesstrafe. General Bayer wurde dafür abgesetzt, dass er nicht rechtzeitig dem Garnison Narvas zur Hilfe kam und wurde durch Feldmarschall Flemming ersetzt, der sich mit einer auf 18.000 Mann aufgestockten Armee an die Ostgrenze in Bewegung setzte.
Im November 1590 entschied sich die schwedische Führung, den Waffenstillstand mit Russland zu brechen und durch einen Überraschungsangriff Iwangorod einzunehmen. Der Angriff wurde jedoch abgewehrt. Im Gegenzug belagerten die Russen Narva, brachen jedoch die Belagerung nach einem Befehl aus Moskau ab. Im Dezember 1590 verwüsteten die Schweden die Umgebung von Jam und Koporje.
Ein schwedischer Überläufer berichtete den russischen Wojewoden am 10. Januar 1591 vom bevorstehenden Angriff eines 14.000 Mann zählenden schwedischen Heers aus Estland. Ihnen entgegen wurden drei Divisionen geschickt, die sich mit dem Verband des Fürsten Swenigorodski aus Oreschek vereinigten. Die Kämpfe in der Nähe von Koporje dauerten drei Wochen, bis die Schweden den Rückzug antraten.
Ein neuer Angriff folgte im Sommer 1591. Er wurde in Absprache mit dem Krimtataren-Khan Ğazı II. Giray unternommen, der im gleichen Jahr Moskau belagerte. Dem neuerlichen Einfall stellte sich ein Heer des Wojewoden Scheremetjew und des Fürsten Dolgorukow entgegen. Doch die Schweden nutzten die Zersplittertheit der russischen Truppen und schlugen sie durch einen unerwarteten Angriff in der Nähe von Gdow, wobei Dolgorukow gefangen genommen wurde. Die Russen konnten in diesem Jahr keine Erfolge vermelden, weil der Großteil der Armee mit der Abwehr der krimtatarischen Invasion beschäftigt war.

### Kämpfe im Norden Russlands
Neben der Front in Estland und Karelien wurde auch im hohen Norden Russlands gekämpft. Die Schweden bemühten sich um die Eroberung der Küsten des Weißen Meeres, um den Moskauer Staat endgültig zu isolieren. Am 18. Juli 1590 landeten die Schweden im Land der Pomoren und gingen mit einer großen Brutalität an das Abschlachten der lokalen Bevölkerung und an die Plünderung und die Entweihung orthodoxer Gotteshäuser.
Eine schwedische Bauernarmee überquerte zeitgleich die Kola-Halbinsel, erreichte das Weiße Meer und belagerte erfolglos das Petschenga-Kloster. Ebenso erfolglos wurde die Festung Kolski Ostrog belagert, weswegen sich die schwedischen Bauern mit der Plünderung der umliegenden Gebiete begnügten und nach Schweden zurückkehrten.
Im September 1591 versuchten die Verbände von Peterson erfolglos, das Solowezki-Kloster einzunehmen und plünderten ein weiteres Mal die Küsten des Weißen Meeres. Die Hauptarmee Schwedens unter der Führung von Peterson griff währenddessen aus Karelien an und plünderte die Umgebung von Pskow.
Nach der Abwehr der Krimtataren beschloss man in Moskau, die immer schädlicheren Aktivitäten der Schweden zu unterbinden. Eine zahlreiche Armee unter der Führung der Fürsten Wolkonski wurde nach Solowki geschickt. Sie vertrieb die Schweden vom Weißen Meer und gingen zum Gegenangriff über. Die schwedischen Provinzen Oloi, Liinela und Sig wurden geplündert.

### Wyborg-Feldzug
Die russischen Grenzgarnisonen wurden durch das Freiwerden der Kräfte nach dem Vertreiben des Krim-Khans aus Südrussland erheblich verstärkt. Eine weitere Armee wurde aus Moskau nach Nowgorod geschickt und am 6. Januar 1592 überschritten die Truppen von Mstislawski und Trubezkoi die schwedische Grenze bei Oreschek. Am 30. Januar erreichte die russische Armee Wyborg. Die Schweden starteten einen Entlastungsangriff, wurden jedoch von russischen Strelitzen und Kosaken in die Flucht geschlagen. Eine Belagerung der gut befestigten Wyborger Festung wagten die russischen Wojewoden jedoch nicht und plünderten die Umgebung von Wyborg und Kexholm, um danach entlang des Ladoga-Sees nach Oreschek zurückzukommen.

## Waffenstillstand und Friede von Teusina
Nach dem Tod von Johann III. und der Thronbesteigung seines Sohnes, des polnischen Königs Sigismund III. Wasa, befürchtete Russland ein Kriegseingreifen Polens. Deswegen wurde am 20. Januar 1593 ein zweijähriger Waffenstillstand geschlossen, auch wenn weiterhin vereinzelte schwedische Übergriffe auf russische Grenzregionen weitergingen. Im Frühjahr 1594 war die Situation besonders gespannt. Doch die Moskauer Regierung wollte eine Normalisierung der Beziehungen mit Schweden und unternahm keine Gegenaktionen.
Im Dorf Tjawsino (Teusina) in der Nähe von Iwangorod begannen die Friedensverhandlungen. Die Russen strebten eine schwedische Rückgabe von Narva und Korela (Kexholm) an. Die Schweden waren ihrerseits lediglich bereit, Kexholm für eine astronomische Summe von 400.000 Rubel zurückzugeben. Moskau musste während der Verhandlungen das Eingreifen Polens befürchten.
Der „ewige“ Frieden von Teusina wurde am 18. Mai 1595 geschlossen. Russland erkannte Schwedens Rechte auf ganz Estland an, während Schweden Russland Kexholm übergab und Russlands Rechte auf die am Anfang des Krieges eroberten Städte Jam, Koporje und Iwangorod anerkannte. Ebenso wurde der russische Besitz von Oreschek und Ladoga bestätigt. Russland durfte jedoch keine Handelshäfen und keine Flotte auf der Ostsee unterhalten. Gemessen an der militärischen Situation am Ende des Krieges hat Russland Schweden damit große Zugeständnisse gemacht und einen weniger vorteilhaften Frieden geschlossen, als es möglich gewesen wäre. Dies ist auf Russlands Befürchtungen des polnischen Kriegseingreifens zurückzuführen.
Das protestantische Schweden und das katholische Polen konnten jedoch nicht auf Dauer von einem König regiert werden und so rebellierte Schweden nur kurze Zeit später gegen Sigismund III. Wasa und löste die Personalunion der beiden Staaten. Boris Godunow erkannte seinen strategischen Fehler und weigerte sich, den Vertrag von Teusina zu ratifizieren, doch innenpolitische Wirren hinderten ihn daran, die Frage des russischen Zugangs zur Ostsee erneut aufzuwerfen.